# Équipe d'Allemagne masculine de handball au Championnat du monde 2021
Cet article relate le parcours de l'équipe d'Allemagne masculine de handball lors du Championnat du monde 2021 ayant lieu en Égypte. Il s'agit de la 25e participation de l'Allemagne aux Championnats du monde.

## Présentation

### Qualification
Arrivée 5e au championnat d'Europe 2020, l'Allemagne est sélectionnée pour les barrages des qualifications européennes (en) se déroulant en juin 2020.
En conséquence de la pandémie de Covid-19, la Fédération européenne de handball annonce le 24 avril 2020 l'annulation des qualifications et d’attribuer les 10 places selon le classement final du championnat d'Europe 2020.

## Résultats

### Tour préliminaire
|   | Équipe    | Pts | J | G | N | P | Bp  | Bc | Diff |
| - | --------- | --- | - | - | - | - | --- | -- | ---- |
| 1 | Hongrie   | 6   | 3 | 3 | 0 | 0 | 107 | 73 | 34   |
| 2 | Allemagne | 4   | 3 | 2 | 0 | 1 | 81  | 43 | 38   |
| 3 | Uruguay   | 2   | 3 | 1 | 0 | 2 | 42  | 87 | -45  |
| 4 | Cap-Vert  | 0   | 3 | 0 | 0 | 3 | 27  | 54 | -27  |

| 15 janvier 2021 19h00 | Allemagne             | 43 – 14  | Uruguay            | Handball Hall, Ville du 6 Octobre Arbitrage : Julian Grillo et Sebastian Lenci |
| 15 janvier 2021 19h00 | Timo Kastening (en) 9 | (16 – 4) | Diego Morandeira 4 | Handball Hall, Ville du 6 Octobre Arbitrage : Julian Grillo et Sebastian Lenci |
| 15 janvier 2021 19h00 | ×4                    | Rapport  | ×1 ×2              | Handball Hall, Ville du 6 Octobre Arbitrage : Julian Grillo et Sebastian Lenci |

| 17 janvier 2021 19h00 | Cap-Vert | 0 – 10 | Allemagne |  |

| 19 janvier 2021 21h30 | Allemagne              | 28 – 29   | Hongrie                        | Handball Hall, Ville du 6 Octobre Arbitrage : Matija Gubica (hr) et Boris Milošević (hr) |
| 19 janvier 2021 21h30 | Marcel Schiller (en) 7 | (14 – 15) | Dominik Máthé, Bence Bánhidi 8 | Handball Hall, Ville du 6 Octobre Arbitrage : Matija Gubica (hr) et Boris Milošević (hr) |
| 19 janvier 2021 21h30 | ×7                     | Rapport   | ×7                             | Handball Hall, Ville du 6 Octobre Arbitrage : Matija Gubica (hr) et Boris Milošević (hr) |

### Tour principal
|   | Équipe    | Pts | J | G | N | P | Bp  | Bc  | Diff |
| - | --------- | --- | - | - | - | - | --- | --- | ---- |
| 1 | Espagne   | 9   | 5 | 4 | 1 | 0 | 162 | 134 | 28   |
| 2 | Hongrie   | 8   | 5 | 4 | 0 | 1 | 160 | 131 | 29   |
| 3 | Allemagne | 5   | 5 | 2 | 1 | 2 | 153 | 122 | 31   |
| 4 | Pologne   | 5   | 5 | 2 | 1 | 2 | 138 | 119 | 19   |
| 5 | Brésil    | 3   | 5 | 1 | 1 | 3 | 136 | 139 | -3   |
| 6 | Uruguay   | 0   | 5 | 0 | 0 | 5 | 88  | 192 | -104 |

| 21 janvier 2021 21h30 | Espagne           | 32 – 28   | Allemagne             | Handball Hall, « nouvelle capitale » Arbitrage : Matija Gubica (hr) et Boris Milošević (hr) |
| 21 janvier 2021 21h30 | Ángel Fernández 6 | (16 – 13) | Timo Kastening (en) 7 | Handball Hall, « nouvelle capitale » Arbitrage : Matija Gubica (hr) et Boris Milošević (hr) |
| 21 janvier 2021 21h30 | ×1 ×3             | Rapport   | ×2 ×5 ×1              | Handball Hall, « nouvelle capitale » Arbitrage : Matija Gubica (hr) et Boris Milošević (hr) |

| 23 janvier 2021 21h30 | Allemagne        | 31 – 24   | Brésil           | Handball Hall, « nouvelle capitale » Arbitrage : Lars Jørum et Havard Kleven (no) |
| 23 janvier 2021 21h30 | Johannes Golla 7 | (16 – 12) | Rogério Moraes 6 | Handball Hall, « nouvelle capitale » Arbitrage : Lars Jørum et Havard Kleven (no) |
| 23 janvier 2021 21h30 | ×1 ×6            | Rapport   | ×1 ×3            | Handball Hall, « nouvelle capitale » Arbitrage : Lars Jørum et Havard Kleven (no) |

| 25 janvier 2021 21h30 | Pologne                | 23 – 23   | Allemagne                      | Handball Hall, « nouvelle capitale » Arbitrage : Ivan Pavićević et Miloš Ražnatović |
| 25 janvier 2021 21h30 | Przemysław Krajewski 5 | (12 – 11) | David Schmidt, Philipp Weber 4 | Handball Hall, « nouvelle capitale » Arbitrage : Ivan Pavićević et Miloš Ražnatović |
| 25 janvier 2021 21h30 | ×1 ×5                  | Rapport   | ×1 ×4                          | Handball Hall, « nouvelle capitale » Arbitrage : Ivan Pavićević et Miloš Ražnatović |

## Statistiques et récompenses

### Buteurs
| Rang  | Joueur                 | Tot. | Tirs | %     | MJ | Moy. |
| ----- | ---------------------- | ---- | ---- | ----- | -- | ---- |
| 1     | Marcel Schiller (en)   | 21   | 28   | 75 %  | 5  | 4,2  |
| 2     | Timo Kastening (en)    | 20   | 30   | 67 %  | 5  | 4    |
| 3     | Philipp Weber          | 17   | 26   | 65 %  | 5  | 3,4  |
| 4     | Johannes Golla         | 16   | 20   | 80 %  | 5  | 3,2  |
| 5     | Uwe Gensheimer         | 14   | 21   | 67 %  | 5  | 2,8  |
| 5     | Kai Häfner             | 14   | 28   | 50 %  | 5  | 2,8  |
| 7     | Julius Kühn            | 13   | 26   | 50 %  | 5  | 2,6  |
| 8     | David Schmidt (en)     | 9    | 13   | 69 %  | 5  | 1,8  |
| 8     | Paul Drux              | 9    | 15   | 60 %  | 5  | 1,8  |
| 10    | Juri Knorr             | 5    | 6    | 83 %  | 4  | 1,3  |
| 10    | Sebastian Firnhaber    | 5    | 6    | 83 %  | 5  | 1    |
| 12    | Fabian Böhm            | 4    | 9    | 44 %  | 5  | 0,8  |
| 13    | Tobias Reichmann       | 3    | 4    | 75 %  | 1  | 3    |
| 14    | Marian Michalczik (en) | 2    | 2    | 100 % | 3  | 0,7  |
| 15    | Patrick Groetzki       | 1    | 1    | 100 % | 4  | 0,3  |
| 16    | Moritz Preuss          | 0    | 1    | 0 %   | 1  | 0    |
| Total | Total                  | 163  | 237  | 69 %  | 6  | 21,2 |

### Gardiens de but
| N°    | Nom                | %    | Arrêts | Tirs | MJ | Moy. |
| ----- | ------------------ | ---- | ------ | ---- | -- | ---- |
| 1     | Johannes Bitter    | 36 % | 33     | 92   | 4  | 8,3  |
| 2     | Andreas Wolff      | 28 % | 19     | 67   | 3  | 6,3  |
| 3     | Silvio Heinevetter | 52 % | 12     | 23   | 3  | 4    |
| Total | Total              | 34 % | 64     | 186  | 6  | 10,7 |